# Hanumangarh
Hanumangarh (hindi: हनुमानगढ़) – miasto w Radżastanie w zachodnich Indiach. Około 130 tysięcy mieszkańców (2001).